# Seznam karmelitánských klášterů

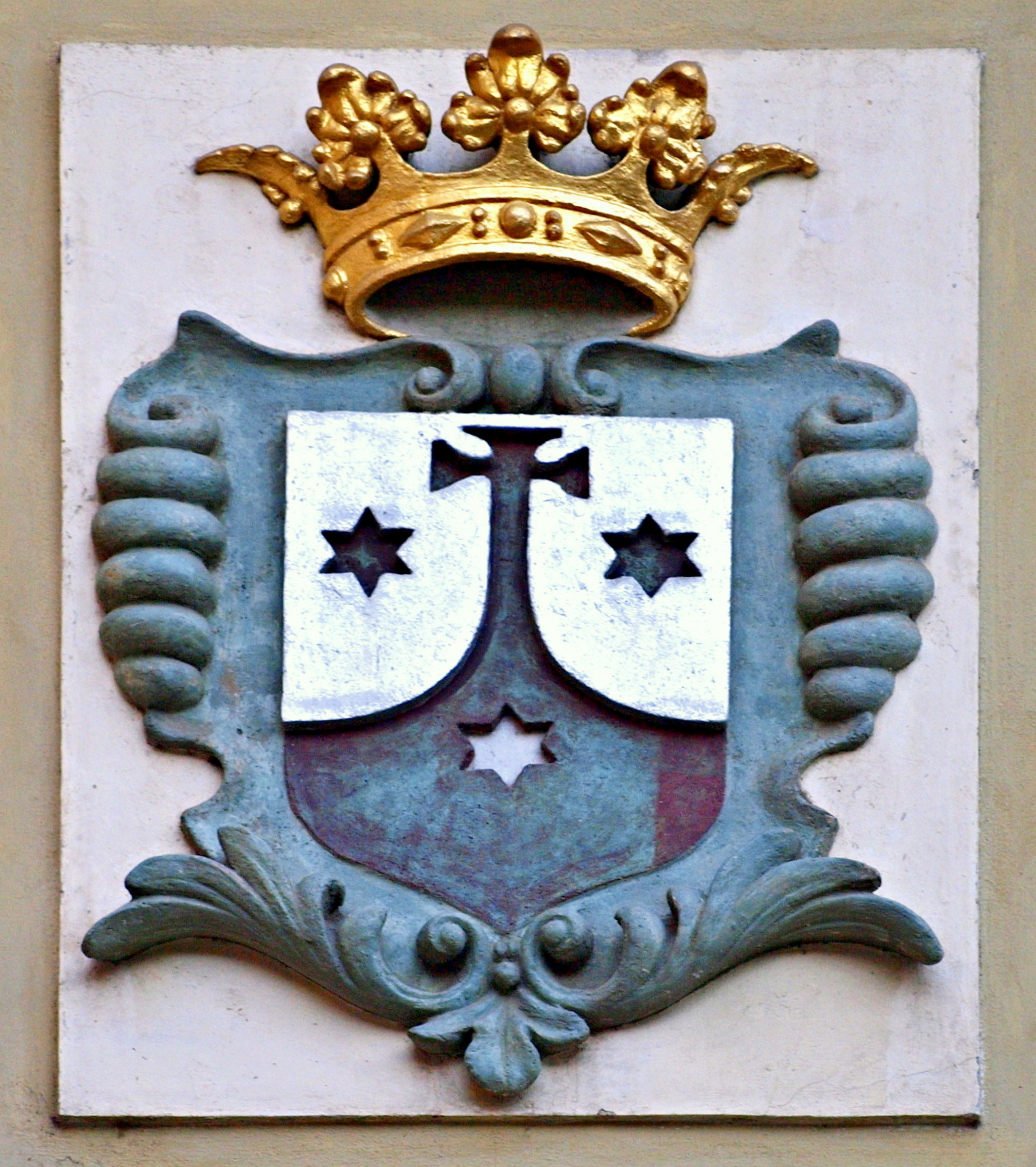
Znak karmelitánského řádu na malostranském klášteře u Jezulátka

Toto je nekompletní seznam karmelitánských klášterů.
 Česko
- První karmelitánský klášter v Čechách (dnešní Františkánský klášter na Novém Městě pražském)
- Klášter bosých karmelitek při kostele svatého Benedikta na Hradčanském náměstí
- Klášter bosých karmelitánů (U Jezulátka) při kostele Panny Marie Vítězné a svatého Antonína Paduánského na Malé Straně
- Klášter bosých karmelitek při kostele svatého Josefa na Malé Straně
- Klášter obutých karmelitánů při kostele svatého Havla na Starém Městě pražském
- Původně cisterciácký klášter v Pohledu sloužil přibližně 10 let karmelitkám
- Klášter ve Slaném (původně františkánský)
- Klášter v Kostelním Vydří s Karmelitánským nakladatelstvím
- Karmel Matky Boží v Dačicích
- Klášter Pacov
- Klášter Kongregace sester karmelitek "Institut naší Paní z Karmelu" ve Štípě
- Kongregace Dítěte Ježíše v Praze-Zbraslavi
- Karmel Edith Steinové v Praze-Košířích
- Klášter karmelitánů při kostele svaté Anny v Praze-Žižkově

 Izrael
- Klášter Panny Marie Karmelské (Haifa)

 Francie
- Karmelitánské kláštery v Paříži

 Portugalsko
- Convento do Carmo